# Pat McCutcheon
Pat McCutcheon (ur. 24 czerwca 1987 w Narromine) – australijski rugbysta występujący w trzeciej linii młyna w zespole Waratahs, reprezentant kraju, zwycięzca Super Rugby, mistrz świata U-19 z 2006 roku oraz srebrny medalista igrzysk Wspólnoty Narodów.

## Kariera klubowa
W wieku dziesięciu lat zaczął grać w Macquarie Emus Junior Rugby Union Club, treningi kontynuował zaś w St Joseph's College. Przeszedł też przez system szkolenia juniorów Sydney Uni Football Club, od 2006 roku grał zaś w seniorskim zespole. Zwyciężył on w siedmiu z ośmiu sezonów Shute Shield, zaś McCutcheon do końca 2013 roku w jego barwach zagrał 73 razy.
W 2006 roku dołączył do Akademii Waratahs, w której znajdował się do roku 2010. Prócz zespołu rezerw, występował także w przedsezonowych meczach pierwszej drużyny. Pomiędzy sierpniem a październikiem 2007 roku wziął udział w jedynym rozegranym sezonie rozgrywek Australian Rugby Championship będąc przydzielony do zespołu Sydney Fleet i w tym samym roku otrzymał nagrodę Chris Whitaker Aspiring Waratah Award, co zaowocowało profesjonalnym kontraktem.
Podróżował z zespołem Waratahs na decydujące spotkania sezonu 2008 w roli ewentualnego, dodatkowego rezerwowego, a w marcu 2010 roku podpisał dwuletni kontrakt na występy w Super 14. Zadebiutował w meczu z Highlanders i do końca sezonu wystąpił łącznie w czterech spotkaniach. Rok później zagrał w dziewięciu meczach, zaś w sezonie 2012 zaliczył jedynie jeden występ. Pierwsze dwie kolejki opuścił z powodu kontuzji łydki, zaś w trzecim meczu podczas zdobywania przyłożenia doznał poważnego urazu kostki, który wymagał operacji i sześciomiesięcznej rehabilitacji. Za swoją postawę na i poza boiskiem otrzymał Waratah Medal i został mianowany kapitanem klubu na kolejny sezon. Poważna kontuzja nie pozostawiła jednak urazu mentalnego i w 2013 roku McCutcheon jedenastokrotnie znalazł się w meczowym składzie, w tym przeciwko British and Irish Lions. Pod nieobecność Wallabies miał zostać 164 kapitanem Waratahs w meczu z Western Force, jednak uniemożliwił mu to uraz kolana, szansę na poprowadzenie drużyny otrzymał zaś w posezonowym tournée po Argentynie. W 2014 roku Waratahs po raz pierwszy triumfowali w rozgrywkach Super Rugby, lecz w finałowym pojedynku McCutcheon na boisko nie wyszedł.
W lipcu 2014 roku został mianowany kapitanem zespołu Sydney Stars występującego w inauguracyjnej edycji National Rugby Championship.

## Kariera reprezentacyjna
McCutcheon był stypendystą Australian Institute of Sport. Reprezentował stan w kategorii U-18 i poprowadził zespół do triumfu w mistrzostwach kraju w 2005 roku. Pociągnęło to za sobą powołanie do kadry Australian Schoolboys, dla której w roli kapitana wystąpił we wszystkich sześciu testmeczach rozegranych w roku 2005 – trzech w kraju i trzech podczas tournée po Wyspach Brytyjskich. Zagrał także w towarzyskich spotkaniach pierwszego zespołu. W roku tym otrzymał również kilka nagród indywidualnych. Rok później znalazł się w australijskiej reprezentacji U-19, która zwyciężyła w rozegranych w Dubaju mistrzostwach świata w tej kategorii wiekowej. Na tym turnieju zagrał w czterech z pięciu spotkań zdobywając dziesięć punktów.
Na początku listopada znalazł się na zgrupowaniu seniorskiej kadry rugby 7, a debiut w tej reprezentacji zaliczył w turnieju Dubai Sevens 2007 wchodzącym w skład sezonu 2007/2008 IRB Sevens World Series. Występował w niej także w kolejnym cyklu, a w sezonie 2009/2010 pełnił także rolę kapitana. Zespół zajął wówczas trzecią lokatę w klasyfikacji generalnej, najlepszą od sezonu 2000/2001, a z uwagi na obowiązki klubowe McCutcheon opuścił dwa ostatnie zawody tegoż sezonu, w tym pierwsze od 2002 roku turniejowe zwycięstwo. Ostatnim sprawdzianem kadry przed turniejem rugby 7 na Igrzyskach Wspólnoty Narodów 2010 były Mistrzostwa Oceanii w Rugby 7 Mężczyzn 2010, w których zwyciężyła pokonując w finale ówczesnych triumfatorów IRB Sevens World Series, Samoańczyków. W Nowym Delhi Australijczycy odnieśli natomiast historyczny sukces zdobywając srebrny medal, złoto przypadło zaś triumfatorom wszystkich dotychczasowych edycji rugby 7 na Igrzyskach Wspólnoty Narodów, Nowozelandczykom.
Występy w kadrze rugby siedmioosobowego zwróciły na niego uwagę szkoleniowca Wallabies, Robbiego Deansa i w czerwcu 2010 roku zagrał w obu meczach Australian Barbarians z Anglikami. Został następnie powołany do kadry na kończące sezon reprezentacyjny tournée po północnej półkuli, wszedł na boisko z ławki rezerwowych w towarzyskich spotkaniach z Leicester Tigers i Munster, nie wystąpił jednak w żadnym testmeczu. W składzie Australian Barbarians zagrał również rok później w rozegranym przed Pucharem Świata 2011 meczu z Kanadą.